# Thomas Rundqvist
Per Thomas Rundqvist (Vimmerby, 4 maggio 1960) è un ex hockeista su ghiaccio svedese.

## Palmarès

### Olimpiadi invernali
- 2 medaglie:
  - 2 bronzi (Sarajevo 1984; Calgary 1988)

### Mondiali
- 5 medaglie:
  - 2 ori (Austria 1987; Finlandia 1991)
  - 3 argenti (Unione Sovietica 1986; Svizzera 1990; Germania 1993)